# حسين عبدالله مقبولي
حسين عبدالله مقبولي سياسي يمني، هو نائب رئيس الوزراء لشؤون الخدمات والتنمية في حكومة الإنقاذ الوطني برئاسة عبد العزيز بن حبتور التابعة للمجلس السياسي الأعلى في سلطة صنعاء منذ 10 نوفمبر 2018.